# Роберт Річардс (австралійський весляр)
Роберт Річардс (англ. Robert Richards, 22 вересня 1971) — австралійський академічний веслувальник.
Срібний призер Олімпійських Ігор 2000 року в складі розпашної четвірки без стернового легкої ваги.
Чемпіон світу 1997 року в складі вісімки легкої ваги, срібний призер 1999 року в складі розпашної четвірки без стернового легкої ваги, бронзовий призер 1998 року в складі розпашної четвірки без стернового легкої ваги.